# 말랑말랑 두뇌학원
《말랑말랑 두뇌학원》은 닌텐도가 제작한 2021년 퍼즐 게임이다. 《말랑말랑 두뇌교실》 시리즈의 세 번째 게임으로, 닌텐도 기획제작본부가 개발해 2021년 12월 3일 닌텐도 스위치 플랫폼으로 발매됐다.

## 게임 플레이
시리즈 전작와 궤를 같이하는 두뇌를 단련하는 '두뇌 스트레칭' 모드를 지원하며, 그 외에 최대 4명 다인 플레이를 할 수 있는 '말랑말랑 두뇌 대결', 온라인상에 저장된 전 세계 플레이어 데이터를 바탕으로 대전을 하는 '고스트 배틀'이 있다.

## 참조

### 내용주
1. ↑  일본어: やわらかあたま塾 いっしょにあたまのストレッチ, 영어: Big Brain Academy: Brain vs. Brain